# 泽山群岛
28°52′42″N 121°45′25″E / 28.878274490182918°N 121.75692558288574°E
泽山列岛位于浙江省三门县东南海域，处三门湾口南部。由北泽、西泽、东泽、南泽等6个小岛组成。岛区呈“丁”字形，南泽岛位于南部，北泽、西泽、东泽几成一条线。岛礁总面积约1.15平方公里。其中北泽岛有附近渔民季节性从事渔业生产。